# Giovanni Luigi Bonelli
Pour les articles homonymes, voir Bonelli.

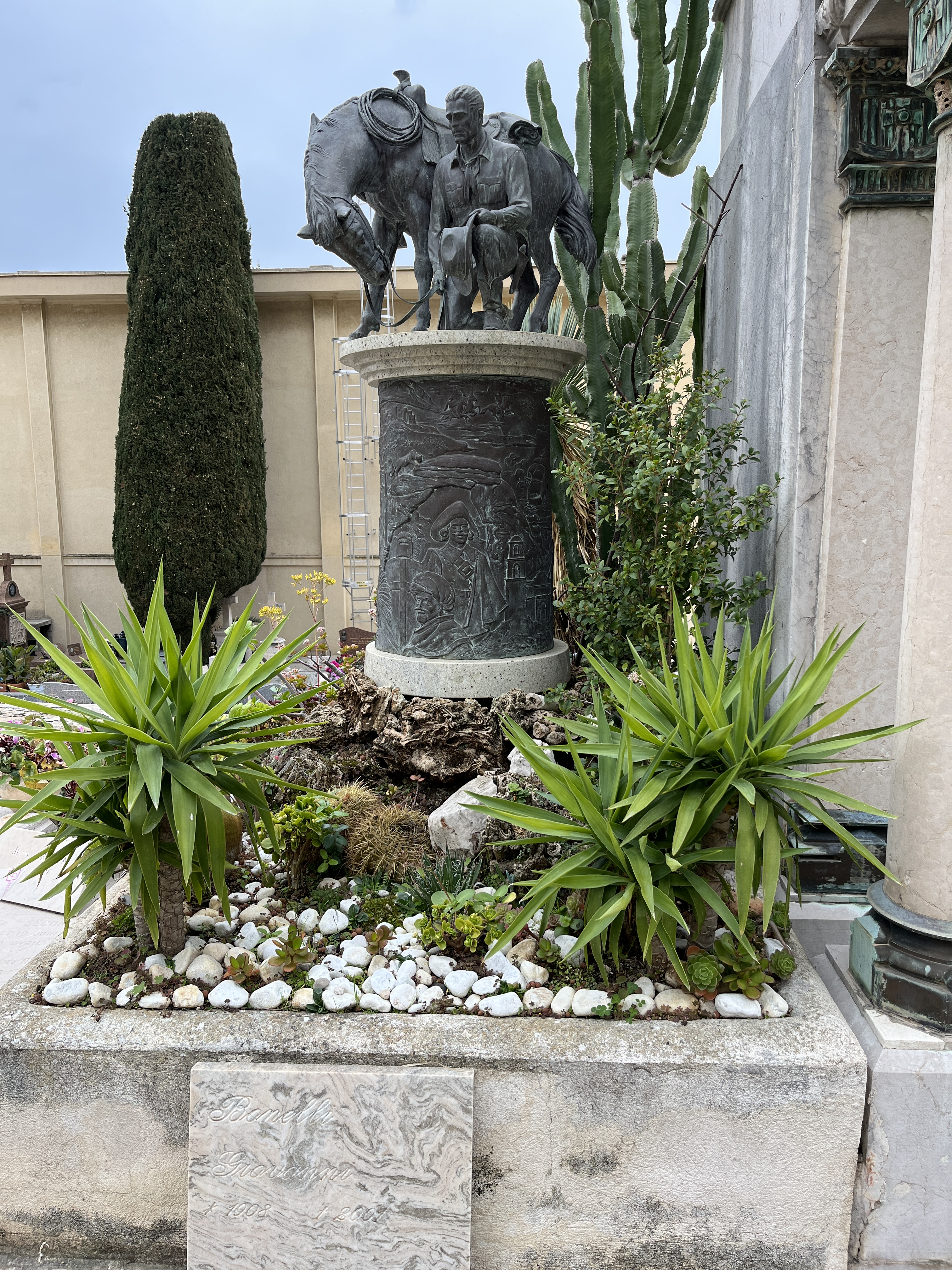
Sépulture de Giovanni Bonelli au cimetière de Monaco.

Giovanni Luigi Bonelli (aussi dit Gianluigi Bonelli) est un auteur et éditeur italien de fumetti, né le 22 décembre 1908 à Milan et mort le 12 janvier 2001 à Alexandrie (Piémont), à l'âge de 93 ans.
Il est connu pour avoir créé, avec Aurelio Galleppini, le personnage de Tex Willer, l'un des héros de bande dessinée italienne les plus connus et les plus lus. Il a également créé la maison d'édition Bonelli, qui est l'une des plus connues en Italie.

## Biographie
Gianluigi Bonelli commence sa carrière dans les années 1920 en publiant quelques poèmes et trois romans d'aventure : Le tigri dell’Atlantico, Il crociato nero et I fratelli del silenzio. Il aide à l'écriture de certains dialogues chez SAEV et écrit ses premiers scénarios pour Audace et Rintintin. 
En 1941, il crée sa maison d'édition en rachetant Audace qui, après avoir changé plusieurs fois de nom, devient l'actuelle maison d'édition Sergio Bonelli Editore du nom de son fils, qui la dirige aujourd'hui.
Giovanni Luigi Bonelli crée en 1948 de nombreux fumetti comme Il giustiziere del West (avec Giorgio Scudellari), la Pattuglia dei senza paura (avec Guido Zamperoni et Franco Donatelli). Il s'associe cette année-là avec Aurelio Galleppini (dit « Galep ») pour créer deux autres personnages aux destinées très différentes : Occhio cupo, celui sur lequel ils basaient tous leurs espoirs et qui ne connaît que quelques épisodes, et Tex Willer, bande dessinée temporaire qui a rencontré un immense succès en 60 ans d'existence (200 000 exemplaires vendus chaque mois). 
Bonelli participe également à de nombreux scénarios d'autres personnages connus en Italie tels que Un ragazzo nel Far West et Zagor dont certains créés par son propre fils.  
Il prend officiellement sa retraite en 1991 même s'il avait déjà trouvé en Claudio Nizzi un successeur, Bonelli s'occupant uniquement de la supervision des histoires de Tex. 
Il confie à la fin de sa vie avoir adoré ses fonctions dans les fumetti et avoir eu comme modèle Alexandre Dumas, Jack London et Emilio Salgari.